# Friedrich Gottlob Uhlemann
Friedrich Gottlob Uhlemann (* 26. November 1792 in Zeitz; † 19. April 1864) war ein deutscher evangelischer Theologe, Philosoph und Orientalist.

## Leben
Uhlemann besuchte ein Gymnasium in seiner Heimatstadt. Ab 1812 studierte er an der Universität Leipzig, unter anderem bei Ernst Friedrich Karl Rosenmüller. Drei Jahre später erhielt er den Doktor der Philosophie, danach war er bis 1820 Hauslehrer. Nachdem Friedrich Uhlemann im Jahr 1822 eine Prüfung pro facultate docendi abgelegt hatte, unterrichtete er als Lehrer am Friedrich-Wilhelm-Gymnasium in Berlin, was er 42 Jahre lang tat. Gleichzeitig wurde er in Berlin zum Lizentiaten der Theologie ernannt. 1835 wurde er an der Universität Berlin zum außerordentlichen Professor der Theologie ernannt. Im Jahr 1839 ernannte ihn die Universität Leipzig zum Ehrendoktor der Theologie. Er war Mitglied der Berliner Freimaurerloge Zum Widder. Am 19. April 1864 starb Friedrich Gottlob Uhlemann, seine Frau und seine Kinder waren schon zuvor verstorben.

## Werke
- Elementarlehre der syrischen Sprache (1829)
- Institutiones Samaritanae (1837)
- Anleitung zum Uebersetzen aus dem Deutschen in das Hebräische für Gymnasien (1839)